# Ali Gadżybiekow
Ali Amrachowicz Gadżybiekow (ros. Али Амрахович Гаджибеков; ur. 6 sierpnia 1989 w Machaczkale) – rosyjski piłkarz grający na pozycji obrońcy.

## Życiorys
Jest wychowankiem Anży Machaczkała. Do kadry pierwszego zespołu tego klubu dołączył w 2006 roku. W jego barwach zadebiutował w rozgrywkach Priemjer-Ligi – miało to miejsce 4 lipca 2010 w przegranym 1:2 meczu z Zenit Petersburg. W latach 2011–2012 rozegrał 5 meczów w rosyjskiej kadrze B. 13 stycznia 2017 odszedł na zasadzie wolnego transferu do Krylji Sowietow Samara. Od 20 lipca 2018 do 31 maja 2019 przebywał na wypożyczeniu w Jeniseju Krasnojarsk. 2 września 2019 został natomiast wypożyczony na sezon do FK Niżny Nowogród. W latach 2020–2021 był piłkarzem Czajki Piesczanokopskoje.